# دبی روشون
دبی روشون (انگلیسی: Debbie Rochon؛ زادهٔ ۳ نوامبر ۱۹۶۸) یک هنرپیشه اهل کانادا است.